# Arcellinida

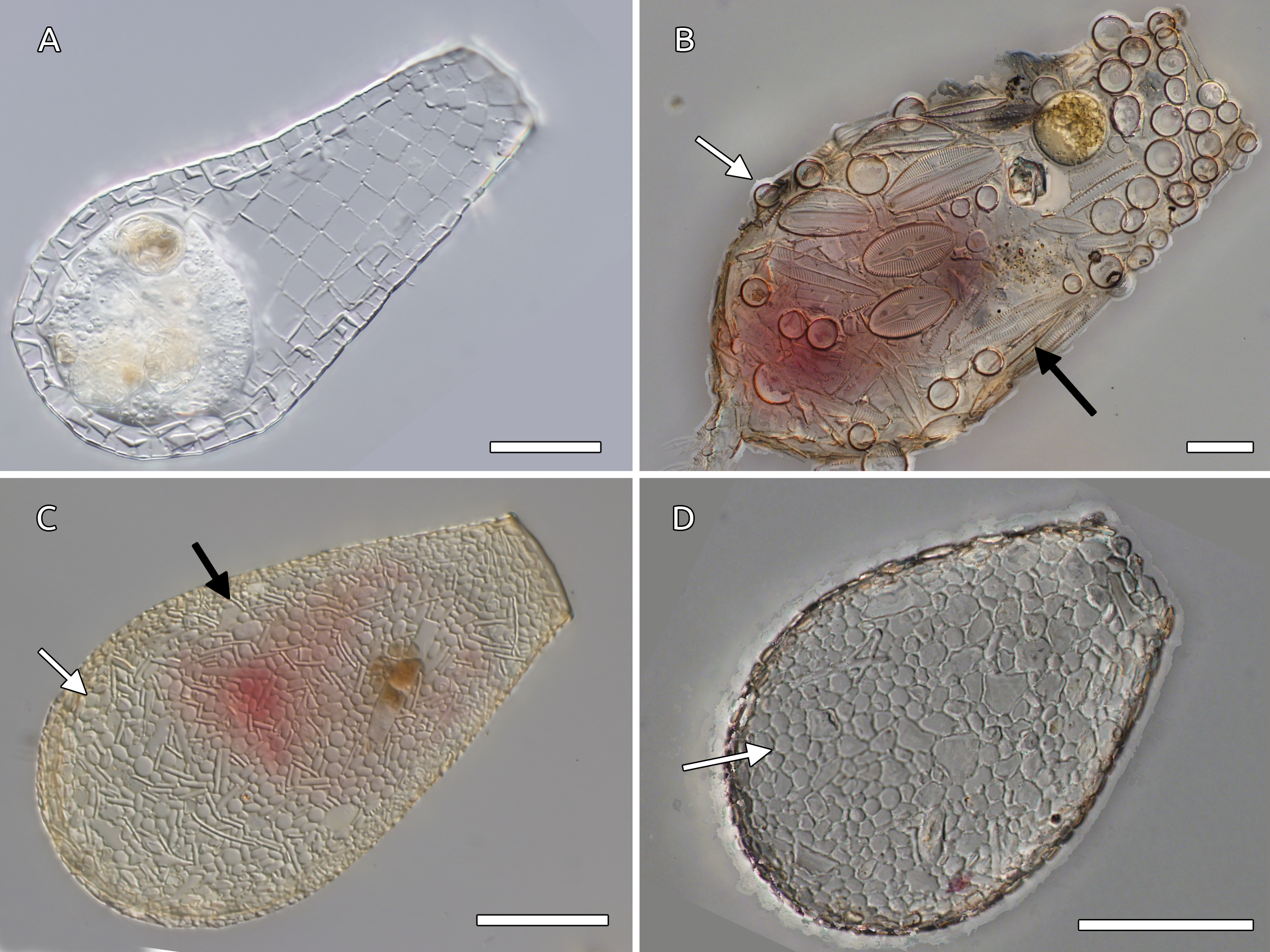
Beispiele für die Zusammensetzung der Arcellinida-Schalen. (A) Quadrulella subcarinata, Schale „idiosom“ aus endogenem Silizium, (B) Difflugia acuminata, Schale „xenosom“ aus geraubtem Fremdmaterial (C) Nebela marginata und (D) Argynnia dentistoma benutzen eine Mischung.

Die Arcellinida sind eine Gruppe gehäusetragender (Testater) Amöben der Tubulinea.

## Merkmale
Arcellinida sind amöboide Einzeller, die stets mit einer Schale (Testa) versehen sind. Die Schalen liegen außerhalb der Zellmembran und bestehen aus organischen oder mineralischen Materialien, die entweder sezerniert werden oder externe Partikel einbinden. Die Schale weist eine einzelne Hauptöffnung auf.

## Systematik
Die Erstbeschreibung der Arcellinida verfasste 1880 William Saville Kent. Ralf Meisterfeld stufte sie 2002 als Ordnung ein und gliederte sie in drei Unterordnungen mit sechzehn Familien, Adl et al. geben jedoch 2012 und 2018 eine deutlich kompaktere Systematik an:
- Arcellina
  - Uhrgläschen (Arcella)
  - Amphizonella
  - Microcorycia
  - Microchlamys
  - Spumochlamys
- Nolandella (nur eine Gattung)
  - Nolandella
- Echinamoebida
  - Echinamoeba
  - Vermamoeba
- Phryganellina
  - Phryganella
  - Cryptodifflugia
  - Wailesella
- Difflugina
  - Apodera
  - Bullinularia
  - Bullinularia
  - Centropyxis
  - Certesella 
  - Cornutheca
  - Difflugia
  - Distomatopyxis
  - Gibbocarina
  - Hyalosphenia
  -  ?Heleopera mit Heleopera petricola, Heleopera sphagni
  - Hyalosphenia
  - Lesquereusia
  - Longinebela
  - Mrabella
  - Nebela
    - Nebela carinata
    - Nebela collaris
    - Nebela griseola
    - Nebela lageniformis
    - Nebela militaris
    - Nebela tincta

  - Padaungiella
  - Paraquadrula
  - Plagiopyxis
  - Pontigulasia
  - Trigonopyxis

Einige Gattungen stehen incertae sedis innerhalb der Klassifikation:
- - Geamphorella
  - Oopyxis
  - Pseudawerintzewia
  - Pseudonebela

Einige beschriebene Gattungen, die per Adl et al. nicht mehr in der Systematik der Arcellinida aufscheinen:
- Schwabia
- Zivkovicia
- Lagenodifflugia
- Cucurbitella
- Sexangularia
- Centropyxiella
- Diplochlamys
- Parmulina
- Pyxidicula
- Antarcella

Die Zugehörigkeit der Klade aus den drei bei Adl et al. (2012) nicht erwähnten Gattungen Apodera, Alocodera und Padaungiella zu den Difflugina ist unklar, die Stellung innerhalb der Arcellinida damit incertae sedis.